# 涅拉塔纳罗
涅拉塔纳罗（義大利語：Niella Tanaro），是意大利库内奥省的一个市镇。总面积15平方公里，人口1061人，人口密度70.7人/平方公里（2009年）。ISTAT代码为004151。